# Thomas Henry Potts
Thomas Henry Potts, född den 23 december 1824, död den 27 juli 1888, var en brittiskfödd nyzeeländsk naturhistoriker, ornitolog, entomolog, botaniker och politiker. 
Efter emigrationen till Nya Zeeland 1854 gjorde han ett flertal naturobservationer och upptäckte nya arter som svartnäbbad mås och större fläckkivi.
Potts var invald i Nya Zeelands parlament som partilös mellan 1866 och 1870.
Auktorsnamnet Potts kan användas för Thomas Henry Potts i samband med ett vetenskapligt namn inom botaniken; se Wikipediaartiklar som länkar till auktorsnamnet.